# Xiede
Xiede (kinesiska: 协德, 协德乡) är en socken i Kina. Den ligger i den autonoma regionen Tibet, i den sydvästra delen av landet, omkring 370 kilometer nordväst om regionhuvudstaden Lhasa. Antalet invånare är 2238. Befolkningen består av 1 115 kvinnor och 1 123 män. Barn under 15 år utgör 36 %, vuxna 15-64 år 59 %, och äldre över 65 år 4,0 %.
Genomsnittlig årsnederbörd är 369 millimeter. Den regnigaste månaden är juli, med i genomsnitt 106 mm nederbörd, och den torraste är december, med 4 mm nederbörd.